# Jacob van Wassenaer Obdam

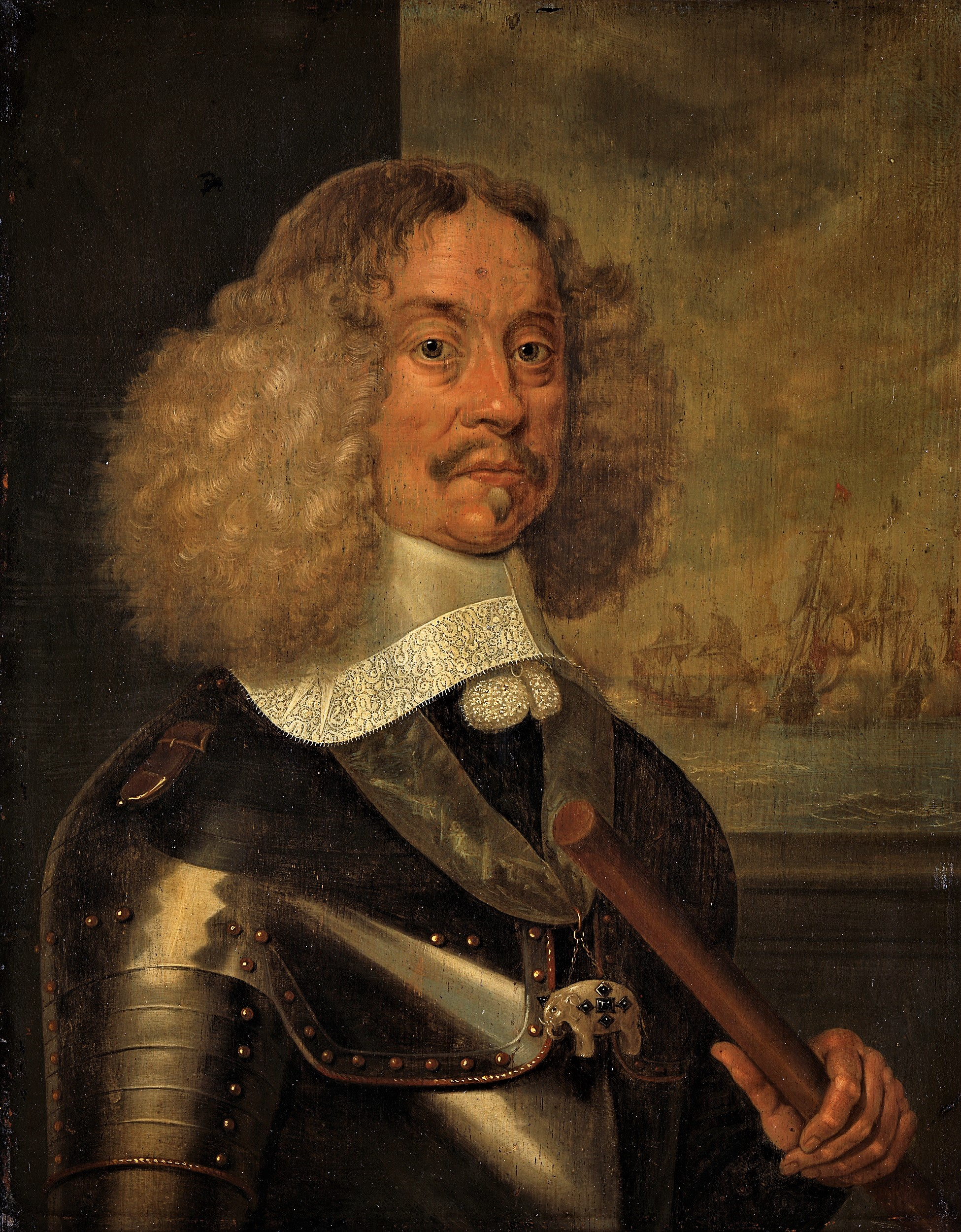
Baron Jacob van Wassenaer Obdam

Jacob van Wassenaer Obdam född 1610 död 13 juni 1665 var en nederländsk amiral. 

## Biografi
Obdam började sin militära bana i armén, användes senare i olika civila statsbefattningar och medföljde den flotta under Maarten Tromp som 1653 besegrades av engelsmännen. Han blev 1656 amiralitetslöjtnant för flottan.
Obdam förde befäl befäl över den flotta som hävde den svenska blockade av Weichselmynningen 1656 samt under Karl X Gustavs andra danska krig stred han på den nederländska sidan mot Sverige. I slaget i Öresund 1658 tog han sig förbi den svenska flottan under riksamiral Carl Gustaf Wrangel och kunde bryta den svenska blockaden av Köpenhamn. 
Kommenderade de förenade flottorna under slaget i Femerbält 30 april 1659. Stupade i slaget vid Lowestoft mot engelsmännen 1665.